# Jüdischer Friedhof (Billerbeck)

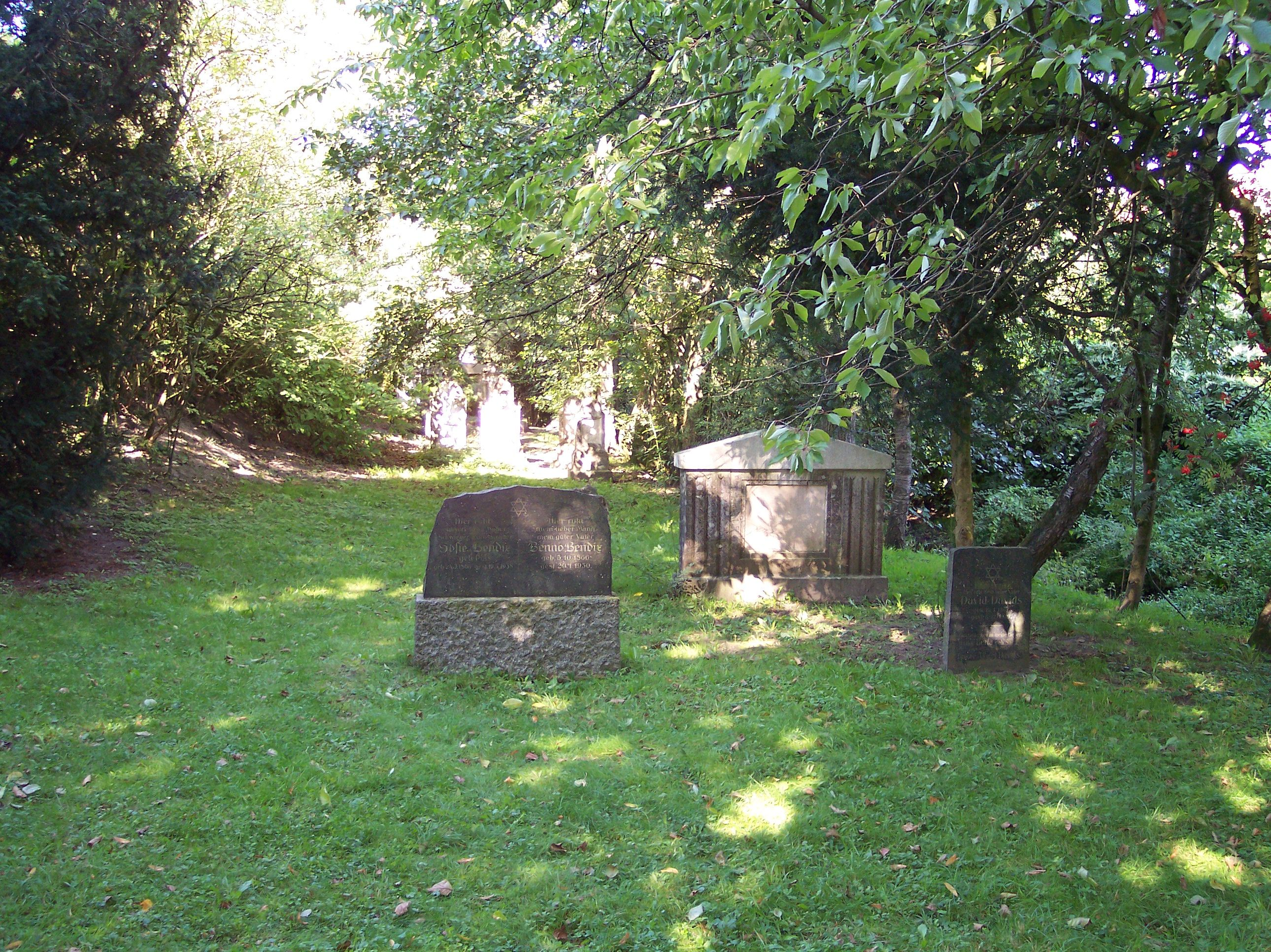
Der jüdische Friedhof in Billerbeck

Der jüdische Friedhof Billerbeck ist ein jüdischer Friedhof in Billerbeck, einer Stadt im Kreis Coesfeld in Nordrhein-Westfalen. Der Friedhof befindet sich am Ortsausgang in Richtung Rorup und steht seit 1995 unter Denkmalschutz.

## Geschichte
In der zweiten Hälfte des 17. Jahrhunderts siedelten sich die ersten Juden in Billerbeck an. In der Nähe des heutigen Friedhofs bestand seit den 1760er-Jahren bereits ein jüdischer Friedhof, von dem aber keine sichtbaren Spuren mehr erhalten sind.
Die jüdische Gemeinde in Billerbeck bestattete zunächst ihre Toten auf dem jüdischen Friedhof in Coesfeld. Der neu errichtete jüdische Friedhof in Billerbeck wurde erstmals 1879 belegt und die letzte Bestattung war im Jahr 1939. Heute sind noch 20 Grabsteine (Mazewot) auf dem Friedhof vorhanden.